# پای شیر ارمنستانی
پای شیر ارمنستانی (نام علمی: Alchemilla pseudocartalinica) یک گونه از سرده پای شیر از خانواده یا تیرهٔ گلسرخیان است.